# کنسرت بزرگداشت فردی مرکوری

پوستر کنسرت بزرگداشت فردی مرکوری

کنسرت بزرگداشت فردی مرکوری برای آگاهی بخشی از ایدز کنسرت فضای بازی بود که در دوشنبه عید پاک در ۲۰ آوریل ۱۹۹۲ در ورزشگاه ومبلی قدیمی شهر لندن با حضور ۷۲۰۰۰ نفر برگزار شد.
این کنسرت توسط ری بوردیس برای تلویزیون ساخته و در رادیو و تلویزیون ۷۶ کشور به صورت زنده با بینندگانی بیشتر از یک میلیارد نفر پخش شد.
این کنسرت بزرگداشتی برای زندگی فردی مرکوری خوانندهٔ اصلی گروه کوئین بود که تمام درآمد حاصل از آن به تحقیقات در زمینهٔ ایدز اختصاص یافت.
این کنسرت همچنین به عنوان آخرین کنسرت جان دیکن نوازندهٔ گیتار بیس گروه شناخته می‌شود (به جز حضور در اجرایی زنده به همراه برایان می، راجر تیلور و التون جان در سال ۱۹۹۷)
عواید این کنسرت صرف تاسیس بنیاد فونیکس فردی مرکوری در زمینهٔ ایدز گشت.

## تاریخچه
بدنبال مرگ فردی مرکوری در ۲۴ام نوامبر ۱۹۹۱ به دلیل بیماری التهاب ریه ناشی از ایدز، اعضای دیگر گروه (جان دیکن، برایان می و راجر تیلور) و جیم بیچ مدیر گروه تصمیم به سازماندهی کنسرت فضای بازی برای بزرگداشت زندگی و میراث فردی مرکوری گرفتند به علاوه برای تحقیقات و آگاهی بخشی در زمینهٔ ایدز پول جمع آوری کنند.
در ماه فوریهٔ سال ۱۹۹۲ می و تیلور در جایزه بریت برنامهٔ گروه را برای برگزاری این کنسرت اعلام کردند. سرانجام زمانیکه بلیط‌ها برای فروش آماده شدند تمام ۷۲۰۰۰ بلیط این کنسرت با وجود اینکه اجرا کنندگان در این کنسرت اعلام نشده بودند تنها در ظرف سه ساعت به فروش رسید.

## کنسرت
عصر بخیر ومبلی و دنیا. امروز اینجا هستیم تا زندگی، کار، و رویاهای فردی مرکوری را جشن بگیریم.

امشب می‌خواهیم تا بهترین بدرود را در تمام تاریخ برای او داشته باشیم.

گیتاریست گروه کوئین برایان می

کنسرت با پیامی در مورد فردی مرکوری از سوی اعضای دیگر گروه کوئین آغاز شد. برنامه با اجرا ی گروه‌هایی که از موسیقی کوئین تاثیر گرفته بودند شامل متالیکا، اکستریم(اجرای آهنگ کوئین)، دف لپارد (برای با وفا بودن به اصل آهنگ "حالا من اینجا هستم" برایان می را به روی صحنه آورد)، و گروه گانز ان رزز میان اجرای گروه‌ها شروع شد. زمانی که عوامل کنسرت مشغول آماده کردن صحنه برای اجراهای بعدی بودند کلیپ‌های مختلفی برای ارج نهادن به فردی مرکوری نمایش داده شد.
نیمهٔ دوم کنسرت شامل اجرای سه عضو باقیمانهٔ کوئین جان دیکن (بیس)، برایان می (گیتار) و راجر تیلور (درام) به همراه خوانندگان و گیتاریست‌های میهمان از جمله التون جان، راجر دلتری (از گروه "د هو")، تونی آیومی (از گروه "بلک سبث")، دیوید بویی، مایک رونسون (از گروه "عنکبوت‌هایی از مریخ")، جیمز هتفیلد (از متالیکا)، جرج مایکل، سیل، پاول یانگ، آنی لنکس، لیزا استنسفیلد، رابرت پلنت (ازگروه "لد زپلین")، جو الیوت و فیل کالن (از گروه "دف لپارد")، اکسل رز و اسلش (از گروه "گانز ان رزز")، لیزا مینلی و دیگران. این دومین پروژهٔ برجسته‌ای بود که التون جان و جرج مایکل در طی سال‌ها در آن حضور داشتند. سال قبل از این کنسرت دوباره بر روی آهنگ جان به نام "نذار که خورشید من غروب کنه" به صورت زنده کار کردند.
یوتو آهنگ "تا پایان دنیا" را که از طریق ماهواره از ساکرامنتو اجرا شد به مرکوری تقدیم کرد.

## نسخهٔ خانگی
این کنسرت در به صورت وی اچ اس (در دو نوار در سطح جهان پخش شد) منتشر شد ولی به دلیل محدودیت زمان، دو آهنگ آخر از گروه اکستریم، دو آهنگ اول از دف لپارد و آهنگ اسپینال تپ "اعلیحضرت راک" (به همراه آهنگ "کنایه" رابرت پلنت) در نسخهٔ اوریجینال حذف شدند. در نسخهٔ منتشر شده برای ایالات متحده اجرای باب گلداف به نام "خیلی دیر شده خدا" و اجرای "کلمات عشق" زوکرو حذف شدند.

در آوریل ۲۰۰۲ در دهمین سال تاسیس بنیاد خیریه فونیکس فردی مرکوری این کنسرت بر روی دی وی دی عرضه شد و در رتبهٔ اول جدول فروش بریتانیا قرار گرفت. آهنگ " کنایه" به درخواست رابرت پلنت بر روی دی وی دی قرار نگرفت. به علاوه طول فیلم از ۴:۳ به عریض تغییر کرد.

اجرای جرج مایکل و کوئین در قالب یک آلبوم چند آهنگه به نام "پنج اجرای زنده" در آوریل ۱۹۹۳ منتشر شد. این آلبوم در جدول فروش آهنگ‌های سینگل بریتانیا در رتبهٔ اول قرار گرفت. سه اجرای گروه متالیکا وارد سینگل‌های ویرایش تور برای آلبوم "هیچ چیز دیگه‌ای اهمیت نداره" با عنوان " زنده در استادیوم ومبلی" شد و تنها یک هفته بعد از کنسرت در ۲۷ام آوریل ۱۹۹۲ در اروپا منتشر شد. علاوه بر این آهنگ "کوبیدن بر در بهشت" گروه گانز ان رزز در اوت ۱۹۹۲ به عنوان اِی ساید دوگانه با ضبط استودیویی اصلی گانز ان رزز منتشر شد. این سینگل در رتبهٔ دوم سینگل‌های بریتانیا قرار گرفت.

## اجراها

### بدون کوئین
- متالیکا - "وارد شدن مرد شنی", "ناراحت کننده ولی واقعی", "هیچ چیز دیگه‌ای اهمیت نداره"
- اکستریم – اجرای آهنگ کوئین، "عشق زندگی من" (گری شرون و نونو بِتِنکورت), "بالاتر از کلمات" (گری شرون و نونو بِتِنکورت)
- دف لپارد - " حیوان", "بیاین بترکونیم", "حالا من اینجا هستم" (با برایان می)
- باب گلداف - "خیلی دیره خدا"
- اسپینال تپ - "اعلیحضرت راک"
- یوتو - "تا پایان دنیا" – اجرا شده با ماهواره از ساکرامنتو، کالیفورنیا
- گانز ان رزز - "شهر بهشت", "کوبیدن بر در بهشت"
- منگو گروو - "ستارهٔ خاص" – اجرا شده با ماهواره از ژوهانسبورگ، آفریقای جنوبی
- الیزابت تیلور – سخنرانی در مورد پیشگیری از ایدز
- فردی مرکوری – ترکیبی از همخوانی مردم با فردی

### به همراه کوئین
1. کوئین + جو الیوت/اسلش - "مادرتو ببند"
2. کوئین + راجر دلتری/تونی آیومی - "بهشت و جهنم" (مقدمه), "جادوی پین بال" (مقدمه), "همه اش را می‌خواهم"
3. کوئین + زوکرو فورناچاری - "کلمات عشق"
4. کوئین + گری شرون/تونی آیومی - "پتکی فرو افتاد"
5. کوئین + جیمز هتفیلد/تونی آیومی - "دیوانهٔ بیرحم "
6. کوئین + رابرت پلنت - " کنایه", "تشکر می‌کنم" (مقدمه), "چیز کوچک دیوانه‌ای به نام عشق"
7. برایان می به همراه اسپایک ادنی - "عشق زیادی تو رو میکشه"
8. کوئین +  پاول یانگ - "ردیو گاگا"
9. کوئین + سیل - "چه کسی می‌خواهد برای همیشه زندگی کند؟"
10. کوئین + لیزا استنسفیلد - "من میخوام رها بشم"
11. کوئین + دیوید بویی/آنی لنکس - "زیر فشار"
12. کوئین + یان هانتر/دیوید بویی/مایک رونسون/جو الیوت/فیل کالن - "همهٔ رفقای جوون"
13. کوئین + دیوید بویی/مایک رونسون - "قهرمانان"
14. دیوید بویی - "دعای ربانی"
15. کوئین + جورج مایکل - " سال ۳۹"
16. کوئین + جورج مایکل /لیزا استنسفیلد - "اینها روزهایی از زندگی ما هستند"
17. کوئین + جرج مایکل - " کسی برای عاشقی"
18. کوئین + التون جان/اکسل رز - "راپسودی بوهمی"
19. کوئین + التون جان/تونی آیومی - " نمایش باید ادامه یابد"
20. کوئین + اکسل رز - "ما شما رو به لرزه در میاریم"
21. کوئین + لیزا مینلی و شرکت کنندگان  - "ما قهرمانیم"
22. کوئین - " خدا کوئین را حفظ کند" (ضبط شده)

### دیگر نوازندگان
کوئین توسط این موسیقیدانان پشتیبانی می‌شد:
- اسپایک ادنی - کیبورد، پیانو، صدای همخوان
- مایک موران – پیانوی آهنگ‌های "چه کسی می‌خواهد برای همیشه زندگی کند" و "کسی برای عاشقی"
- جاش مکری – پرکاشن برای بعضی از آهنگ‌ها
- کریس تامپسون – صدای همخوان، نواختن گیتار آکوستیک در آهنگ‌های "همه اش را می‌خواهم، "چیز کوچک دیوانه‌ای به نام عشق و "قهرمانان"، پرکاشن‌های اضافه
- مگی رایدر – صدای همخوان
- میریام استاکلی – صدای همخوان
- انجمن گروه کر لندن – همخوانی در آهنگ‌های "کسی برای عاشقی" و "ما قهرمانیم"
- جان جونز – نواختن ارگ و همخوانی در آهنگ "ما قهرمانیم"

## نقد ها
- The Times, 26 April 1992
- The Denver Post, 23 May 1993 (VHS review)